# Sándor Egeressy
Sándor Egeressy (Bačka Topola, 25. lipnja 1964.), srbijanski političar mađarske nacionalnosti, trenutačni predsjednik Skupštine AP Vojvodine.
16. srpnja 2008. naslijedio je Bojana Kostreša.
Član je Saveza vojvođanskih Mađara.